# Spermacet

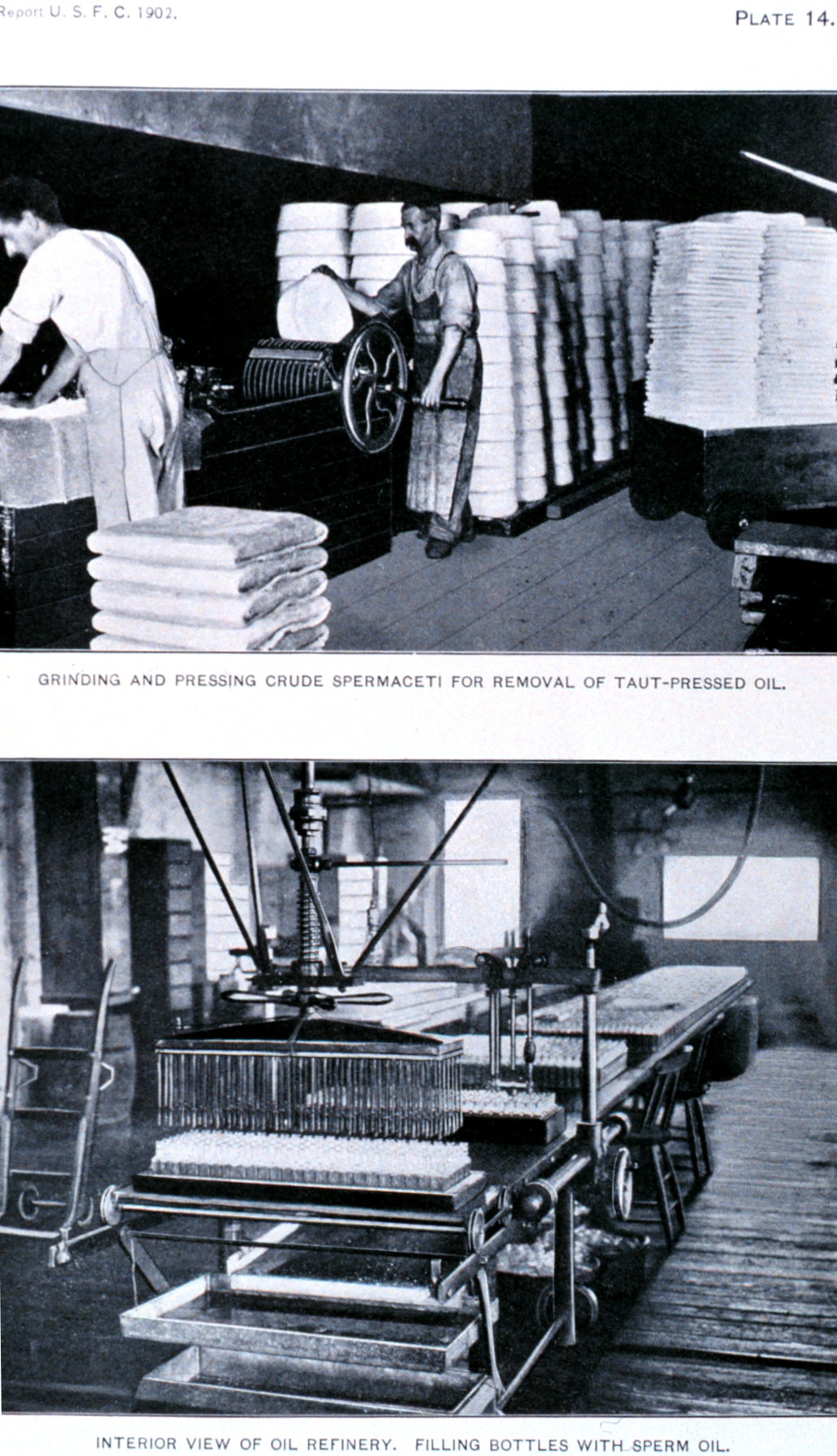
Przetwarzanie spermacetu

Spermacet, olbrot (łac. cetaceum) – półpłynna substancja występująca w głowie kaszalota, w zbiorniku nad prawym przewodem nosowym. Składa się głównie z estrów palmityny i alkoholu cetylowego.
Swą półpłynną konsystencję spermacet zachowuje tylko wewnątrz żywego zwierzęcia (w temperaturze jego ciała), natomiast po zetknięciu z powietrzem zastyga. Z dużego kaszalota można uzyskać do dwóch ton tej substancji. Ze spermacetu produkowano świece, maści, kremy, leki, kredki, a nawet atrament. Olej spermacetowy (olej olbrotowy) był w XIX wieku i na początku XX wieku najlepszym smarem maszynowym. Z czasem został zastąpiony olejami roślinnymi i syntetycznymi. Obecnie stosowany jest w przemyśle farmaceutycznym.
Spermacet to jedna z wielu substancji pozyskiwanych przez wielorybników. Innymi są ambra, fiszbiny, tran, mięso, kości.